# George Fries
George Fries (Pennsylvanie, 25 janvier 1799 - Cincinnati, 13 novembre 1866) est un homme politique américain.